# Chariessa elegans
Espèce
Chariessa elegans est une espèce d'insectes coléoptères de la famille des Cleridae et de la sous-famille des Peloniinae. Elle est trouvée de la Colombie-Britannique au Texas.